# Egységes Oroszország
Az Egységes Oroszország pártot Vlagyimir Putyin, Dmitrij Anatoljevics Medvegyev és több más orosz politikus alapította 2001. december 1-én Oroszországban. A párt ideológiájának az orosz konzervativizmust, illetve egy, a jobboldalt és baloldalt egyaránt magába foglaló centrizmust hirdette. 2003 óta folyamatosan abszolút többséggel kormányozza az országot. 

## Parlamenti választások
- A 2003-as oroszországi parlamenti választáson a párt 37,6 százalékot kapott.
- A 2007-es oroszországi parlamenti választáson a párt 64,3 százalékot kapott, ezzel megszerezte a kétharmadot és ő lett a legerősebb párt Oroszországban.
- A 2011-es oroszországi parlamenti választáson a párt 49,3 százalékot kapott, ezzel ismét ő lett a legerősebb orosz párt Oroszországban.
- A 2016-os oroszországi parlamenti választáson a párt 54,2 százalékot kapott, ezzel ismét megszerezte a kétharmadot és ő lett a legerősebb orosz párt Oroszországban.[1]
- 2021-es oroszországi parlamenti választáson a párt 49,82 százalékot kapott, ezzel ismét kétharmadot szerzett.

## Elnöki választások
- A 2004-es oroszországi elnökválasztást Vlagyimir Putyin nyerte 71,3 százalékkal, ezzel ő lett Oroszország elnöke.
- A 2008-as oroszországi elnökválasztást Dmitrij Anatoljevics Medvegyev nyerte 71,2 százalékkal, ezzel ő lett Oroszország új elnöke.
- A 2012-es oroszországi elnökválasztást Vlagyimir Putyin nyerte 63,6 százalékkal, ezzel ő lett Oroszország újra megválasztott elnöke.
- A 2018-as oroszországi elnökválasztást Vlagyimir Putyin nyerte 76,6 százalékkal, ezzel ő lett az Orosz Föderáció  újra megválasztott elnöke.